# San Francisco Tlalcilalcalpan
San Francisco Tlalcilalcalpan, eller bara Tlalcilalcalpan är en stad i Mexiko, tillhörande kommunen Almoloya de Juárez i den västra delen av delstaten Mexiko, i den centrala delen av landet. Staden hade 16 509 invånare vid folkräkningen 2010, och är den klart största orten i kommunen men inte dess administrativa huvudort.